# Shevdivadar
Shevdivadar fou un estat tributari protegit de l'agència de Kathiawar, amb menys de 3 km² i un sol poble, amb una població de 246 habitants. Els seus sobirans eren de la casta khasia kolis i portaven el títol de rana. Al final del segle XIX el rana era Kusal Singh.